# Piazzolo
Piazzolo ist eine norditalienische Gemeinde (comune) mit 85 Einwohnern (Stand 31. Dezember 2023) in der Provinz Bergamo in der Lombardei.
Das Dorf liegt in den Bergamasker Alpen, etwa 47 Kilometer nördlich von Bergamo.

## Einzelnachweise

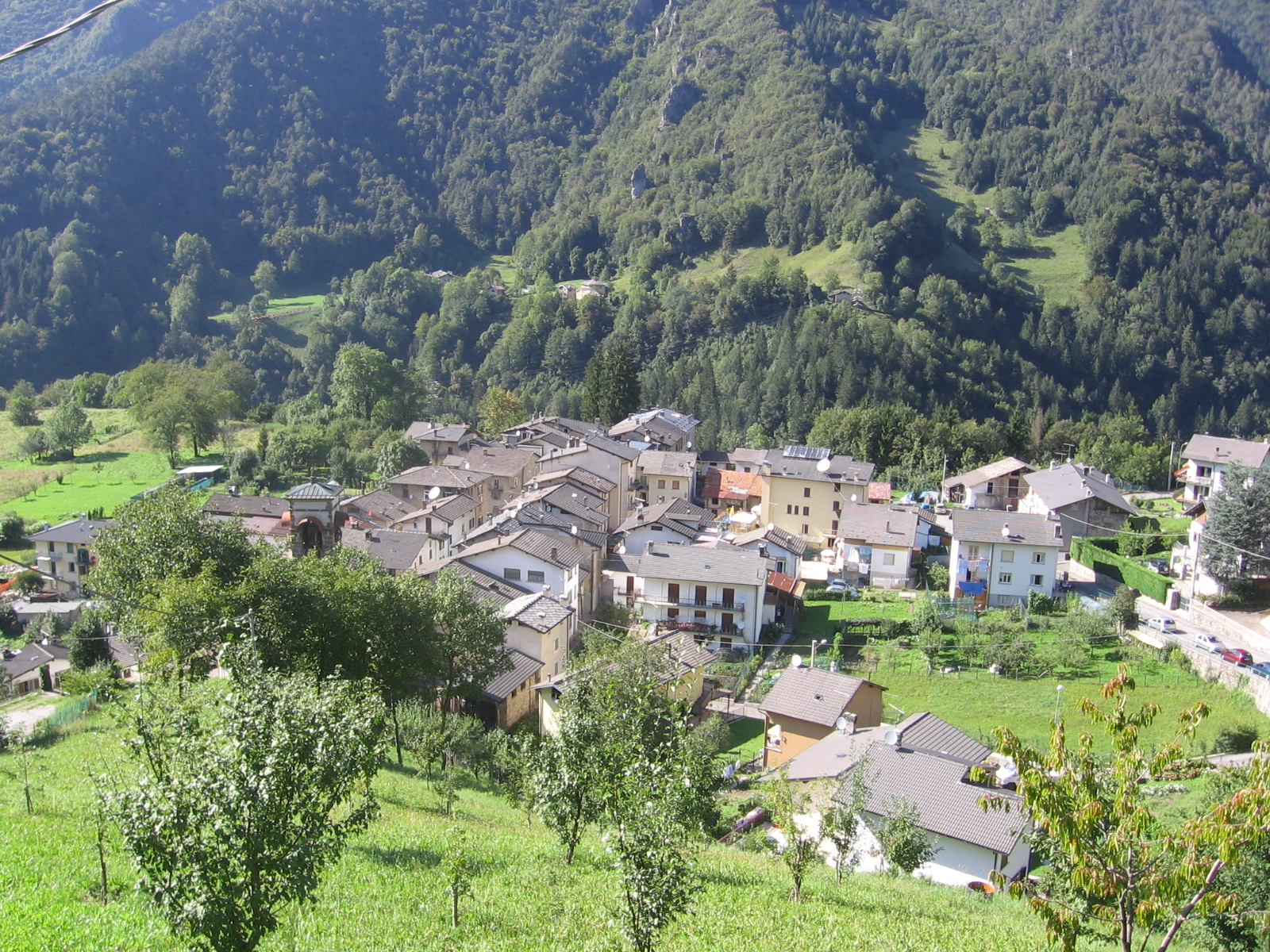
Panorama von Piazzolo